# Appaleptoneta barrowsi
Espèce
Synonymes
- Leptoneta barrowsi Gertsch, 1974

Appaleptoneta barrowsi est une espèce d'araignées aranéomorphes de la famille des Leptonetidae.

## Distribution
Cette espèce est endémique d'Alabama aux États-Unis. Elle se rencontre dans la grotte Bangor Cave dans le comté de Blount.

## Description
La femelle holotype mesure 1,65 mm.

## Étymologie
Cette espèce est nommée en l'honneur de William A. Barrows.

## Publication originale
- Gertsch, 1974 : The spider family Leptonetidae in North America. Journal of Arachnology, vol. 1, no 3, p. 145-203 (texte original).